# Listonosz Pat – Przesyłki specjalne
Listonosz Pat – Przesyłki specjalne (ang. Postman Pat – Special delivery service, 2008–2013) – brytyjski serial animowany, spin-off popularnego programu Listonosz Pat. Polska premiera odbyła się 2 stycznia 2010 roku i potem po kilkuletniej przerwie w nadawaniu serialu 3 lipca 2017 roku z nowym dubbingiem. Obie wersje dubbingowe były emitowane na kanale CBeebies, a druga nadal gości w jego ramówce. Serial jest także emitowany na Puls 2 w pasmie Puls Kids z polskim lektorem.

## Obsada
- Lewis Macleod – Ben Taylor
- Carole Boyd – Sarah Gilbertson
- Kulvinder Ghir – Bill Thompson
- Melissa Sinden – Jess
- Janet James – Julian Clifton

- Angela Griffin – Amy Wrigglesworth
- Archie Panjabi – Meera Bains
- Ken Barrie – Ted Glen
- Bradley Clarkson – Ted Glen
- Dan Milne – Reverend Timms

## Spis odcinków
| Premiera       | №  | Tytuł polski (pierwsza wersja)                    | Tytuł polski (druga wersja)            | Tytuł angielski                                       |
| -------------- | -- | ------------------------------------------------- | -------------------------------------- | ----------------------------------------------------- |
| SERIA PIERWSZA |    |                                                   |                                        |                                                       |
| 02.01.2010     | 01 | Przesyłka specjalna: Uciekająca krowa             | Uciekająca krowa                       | Pat’s Special Delivery: A Runaway Cow                 |
| 03.01.2010     | 02 | Przesyłka specjalna: Tipi                         | Namiot tipi                            | Pat’s Special Delivery: A Tepee                       |
| 04.01.2010     | 03 | Przesyłka specjalna: Wiatrak                      | Generator prądu                        | Pat’s Special Delivery: A Wind Machine                |
| 05.01.2010     | 04 | Przesyłka: Szalone roboty                         | Szalone roboty                         | Pat’s Special Delivery: Crazy Robots                  |
| 06.01.2010     | 05 | Przesyłka specjalna: Wielkie balony               | Balony                                 | Pat’s Special Delivery: Big Balloons                  |
| 07.01.2010     | 06 | Przesyłka specjalna: Dmuchany zamek               | Dmuchany zamek                         | Pat’s Special Delivery: A Bouncy Castle               |
| 08.01.2010     | 07 | Przesyłka specjalna: Teleskop Charliego           | Teleskop dla Charliego                 | Pat’s Special Delivery: Charlie’s Telescope           |
| 09.01.2010     | 08 | Przesyłka specjalna: Nietoperze                   | Nietoperze                             | Pat’s Special Delivery: Fruit Bats                    |
| 10.01.2010     | 09 | Przesyłka specjalna: Cenne jajka                  | Cenne jajka                            | Pat’s Special Delivery: Precious Eggs                 |
| 11.01.2010     | 10 | Przesyłka specjalna: Niesforny kucyk              | Niegrzeczna Dynia                      | Pat’s Special Delivery: Naughty Pumpkin               |
| 12.01.2010     | 11 | Przesyłka specjalna: Filmowa uczta                | Filmowa uczta                          | Pat’s Special Delivery: A Movie Feast                 |
| 13.01.2010     | 12 | Przesyłka specjalna: Wyścigówka                   | Wyścigówka                             | Pat’s Special Delivery: A Speedy Car                  |
| 14.01.2010     | 13 | Przesyłka specjalna: Ruchliwe pianino             | Pędzące pianino                        | Pat’s Special Delivery: A Wobbly Piano                |
| 15.01.2010     | 14 | Przesyłka specjalna: Śliska bryła lodu            | Śliska bryła lodu                      | Pat’s Special Delivery: A Slippy Ice Cube             |
| 16.01.2010     | 15 | Przesyłka specjalna: Magiczny klejnot             | Magiczny klejnot                       | Pat’s Special Delivery: A Magical Jewel               |
| 17.01.2010     | 16 | Przesyłka specjalna: Miś                          | Pluszowy miś                           | Pat’s Special Delivery: A Teddy                       |
| 18.01.2010     | 17 | Przesyłka specjalna: Supermagnes                  | Supermagnes                            | Pat’s Special Delivery: A Super Magnet                |
| 19.01.2010     | 18 | Przesyłka specjalna: Domek na drzewie             | Domek na drzewie                       | Pat’s Special Delivery: A Treehouse                   |
| 20.01.2010     | 19 | Przesyłka specjalna: Zielony królik               | Zielony królik                         | Pat’s Special Delivery: Green Rabbit                  |
| 21.01.2010     | 20 | Przesyłka specjalna: Niespodzianka                | Niespodzianka                          | Pat’s Special Delivery: A Surprise                    |
| 22.01.2010     | 21 | Przesyłka specjalna: Papuga Bernie                | Papuga Bernie                          | Pat’s Special Delivery: Bernie the Parrot             |
| 23.01.2010     | 22 | Przesyłka specjalna: Czerwona rakieta             | Czerwona rakieta                       | Pat’s Special Delivery: The Red Rocket                |
| 24.01.2010     | 23 | Przesyłka specjalna: Maszyna grająca              | Maszyna grająca                        | Pat’s Special Delivery: A Disco Machine               |
| 25.01.2010     | 24 | Przesyłka specjalna: Wielki tort                  | Olbrzymi tort                          | Pat’s Special Delivery: A Giant Cake                  |
| 26.01.2010     | 25 | Przesyłka specjalna: Łyżwy                        | Łyżwy                                  | Pat’s Special Delivery: Ice Skates                    |
| 27.01.2010     | 26 | Przesyłka specjalna: Latająca świąteczna skarpeta | Wielka świąteczna skarpeta             | Pat’s Special Delivery: The Flying Christmas Stocking |
| SERIA DRUGA    |    |                                                   |                                        |                                                       |
| brak danych    | 27 | ––– odcinka nie zdubbingowano w tej wersji –––    | Kowboj Colin                           | Postman Pat and Cowboy Colin                          |
| brak danych    | 28 | ––– odcinka nie zdubbingowano w tej wersji –––    | Dzwon wielki John                      | Postman Pat and the Big Bob Bell                      |
| brak danych    | 29 | ––– odcinka nie zdubbingowano w tej wersji –––    | Cwana owca                             | Postman Pat and the Cheeky Sheep                      |
| brak danych    | 30 | ––– odcinka nie zdubbingowano w tej wersji –––    | Wykrywacz metalu                       | Postman Pat and the Metal Detector                    |
| brak danych    | 31 | ––– odcinka nie zdubbingowano w tej wersji –––    | Szalone naczynia                       | Postman Pat and the Crazy Crockery                    |
| brak danych    | 32 | ––– odcinka nie zdubbingowano w tej wersji –––    | Uciekające pszczoły                    | Postman Pat and the Runaway Bees                      |
| brak danych    | 33 | ––– odcinka nie zdubbingowano w tej wersji –––    | Jednakowe koty                         | Postman Pat and the Identical Cats                    |
| brak danych    | 34 | ––– odcinka nie zdubbingowano w tej wersji –––    | Witraż ze stacji                       | Postman Pat and the Station Window                    |
| brak danych    | 35 | ––– odcinka nie zdubbingowano w tej wersji –––    | Konkurs rzeźbiarski                    | Postman Pat and the Sculpture Trail                   |
| brak danych    | 36 | ––– odcinka nie zdubbingowano w tej wersji –––    | Gekon dla Meery                        | Postman Pat and Meera’s Gecko                         |
| brak danych    | 37 | ––– odcinka nie zdubbingowano w tej wersji –––    | Dudy                                   | Postman Pat and the Booming Bagpipes                  |
| brak danych    | 38 | ––– odcinka nie zdubbingowano w tej wersji –––    | Strach na wróble                       | Postman Pat and the Scarecrow                         |
| brak danych    | 39 | ––– odcinka nie zdubbingowano w tej wersji –––    | Pociąg nad morze                       | Postman Pat and the Seaside Special                   |
| brak danych    | 40 | ––– odcinka nie zdubbingowano w tej wersji –––    | Chiński smok                           | Postman Pat and the Chinese Dragon                    |
| brak danych    | 41 | ––– odcinka nie zdubbingowano w tej wersji –––    | Wieczór karaoke                        | Postman Pat and the Karaoke Night                     |
| brak danych    | 42 | ––– odcinka nie zdubbingowano w tej wersji –––    | Didgeridoo                             | Postman Pat and the Didgeridoo                        |
| brak danych    | 43 | ––– odcinka nie zdubbingowano w tej wersji –––    | Zdumiewająca maszyna pogodowa          | Postman Pat and the Amazing Weather Machine           |
| brak danych    | 44 | ––– odcinka nie zdubbingowano w tej wersji –––    | Turniej skwierczących deskorolek       | Postman Pat and the Super Skateboard Sizzle           |
| brak danych    | 45 | ––– odcinka nie zdubbingowano w tej wersji –––    | Wyścig gumowych kaczuszek              | Postman Pat and the Rubber Duck Race                  |
| brak danych    | 46 | ––– odcinka nie zdubbingowano w tej wersji –––    | Urodzinowy quad                        | Postman Pat and the Sticky Situation                  |
| brak danych    | 47 | ––– odcinka nie zdubbingowano w tej wersji –––    | Uciekająca nawigacja                   | Postman Pat and the Tricky Tracker                    |
| brak danych    | 48 | ––– odcinka nie zdubbingowano w tej wersji –––    | Big-band ukulelistów z Zielonej Doliny | Postman Pat and the Greendale Ukulele Big Band        |
| brak danych    | 49 | ––– odcinka nie zdubbingowano w tej wersji –––    | Ogromne drzewo                         | Postman Pat and the Tremendous Tree                   |
| brak danych    | 50 | ––– odcinka nie zdubbingowano w tej wersji –––    | Strona internetowa Zielonej Doliny     | Postman Pat and the Great Greendale Website           |
| brak danych    | 51 | ––– odcinka nie zdubbingowano w tej wersji –––    | Świąteczne światełka                   | Postman Pat and the Twinkly Lights                    |
| brak danych    | 52 | ––– odcinka nie zdubbingowano w tej wersji –––    | Świąteczny kostium konia               | Postman Pat and the Christmas Panto Horse             |
| SERIA TRZECIA  |    |                                                   |                                        |                                                       |
| 11.06.2018     | 53 | ––– odcinka nie zdubbingowano w tej wersji –––    | Listonosz Pat i stara Betty            | Postman Pat and the Cornish Caper                     |
| 12.06.2018     | 54 | ––– odcinka nie zdubbingowano w tej wersji –––    | Listonosz Pat i wielka dynia           | Postman Pat and the Giant Pumpkin                     |
| 13.06.2018     | 55 | ––– odcinka nie zdubbingowano w tej wersji –––    | Listonosz Pat i latający rekin         | Postman Pat and the Flying Shark                      |
| 14.06.2018     | 56 | ––– odcinka nie zdubbingowano w tej wersji –––    | Listonosz Pat i Megamistrz             | Postman Pat and The Blue Flash                        |
| 15.06.2018     | 57 | ––– odcinka nie zdubbingowano w tej wersji –––    | Listonosz Pat i festiwal naleśników    | Postman Pat’s Pancake Party                           |
| 18.06.2018     | 58 | ––– odcinka nie zdubbingowano w tej wersji –––    | Listonosz Pat i nieposłuszny pilot     | Postman Pat and the Runaway Remote                    |
| 19.06.2018     | 59 | ––– odcinka nie zdubbingowano w tej wersji –––    | Listonosz Pat i uciekająca lina        | Postman Pat and the Zooming Zipwire                   |
| 20.06.2018     | 60 | ––– odcinka nie zdubbingowano w tej wersji –––    | Listonosz Pat i odrzutowe buty         | Postman Pat and the Super Jet Boots                   |
| 25.06.2018     | 61 | ––– odcinka nie zdubbingowano w tej wersji –––    | Listonosz Pat i ekoigloo               | Postman Pat and the Eco Igloo                         |
| 22.06.2018     | 62 | ––– odcinka nie zdubbingowano w tej wersji –––    | Listonosz Pat i znakowanie owiec       | Postman Pat and the Painted Sheep                     |
| 21.06.2018     | 63 | ––– odcinka nie zdubbingowano w tej wersji –––    | Listonosz Pat i wiosenny baranek       | Postman Pat and the Spring Lamb                       |
| 26.06.2018     | 64 | ––– odcinka nie zdubbingowano w tej wersji –––    | Listonosz Pat i wirujące rolki         | Postman Pat and the Reckless Rollers                  |
| 27.06.2018     | 65 | ––– odcinka nie zdubbingowano w tej wersji –––    | Listonosz Pat i szkocka wycieczka      | Postman Pat’s Camping Chaos                           |
| 28.06.2018     | 66 | ––– odcinka nie zdubbingowano w tej wersji –––    | Listonosz Pat i królewska zbroja       | Postman Pat and the King’s Armour                     |
| 29.06.2018     | 67 | ––– odcinka nie zdubbingowano w tej wersji –––    | Listonosz Pat i megażarówka            | Postman Pat and the Bouncing Bulb                     |
| 02.07.2018     | 68 | ––– odcinka nie zdubbingowano w tej wersji –––    | Listonosz Pat i zaginiony gołąb        | Postman Pat and the Lost Pigeon                       |
| 03.07.2018     | 69 | ––– odcinka nie zdubbingowano w tej wersji –––    | Listonosz Pat i wanna                  | Postman Pat and the Runaway Bath                      |
| 04.07.2018     | 70 | ––– odcinka nie zdubbingowano w tej wersji –––    | Listonosz Pat i potwór z Loch Ness     | Postman Pat and the Loch Ness Monster                 |
| 05.07.2018     | 71 | ––– odcinka nie zdubbingowano w tej wersji –––    | Listonosz Pat i ptasie pazury          | Postman Pat and the Clippy Claws                      |
| 06.07.2018     | 72 | ––– odcinka nie zdubbingowano w tej wersji –––    | Listonosz Pat i maszyna sortująca      | Postman Pat and the Sorting Machine                   |
| 10.07.2018     | 73 | ––– odcinka nie zdubbingowano w tej wersji –––    | Listonosz Pat i urodzinowy sztorm      | Postman Pat and the Stormy Birthday                   |
| 11.07.2018     | 74 | ––– odcinka nie zdubbingowano w tej wersji –––    | Listonosz Pat i zimowe mistrzostwa     | Postman Pat and the Winter Games                      |
| 12.07.2018     | 75 | ––– odcinka nie zdubbingowano w tej wersji –––    | Listonosz Pat i narowisty mustang      | Postman Pat and the Bucking Bronco                    |
| 13.07.2018     | 76 | ––– odcinka nie zdubbingowano w tej wersji –––    | Listonosz Pat i gwiazda popu           | Postman Pat’s Pop Star Rescue                         |
| 16.07.2018     | 77 | ––– odcinka nie zdubbingowano w tej wersji –––    | Listonosz Pat i bardzo ważna osoba     | Postman Pat and the Very Important Person             |
| 09.07.2018     | 78 | ––– odcinka nie zdubbingowano w tej wersji –––    | Listonosz Pat i skafander astronauty   | Postman Pat and the Spacesuit                         |